# 파스타 알라 노르마

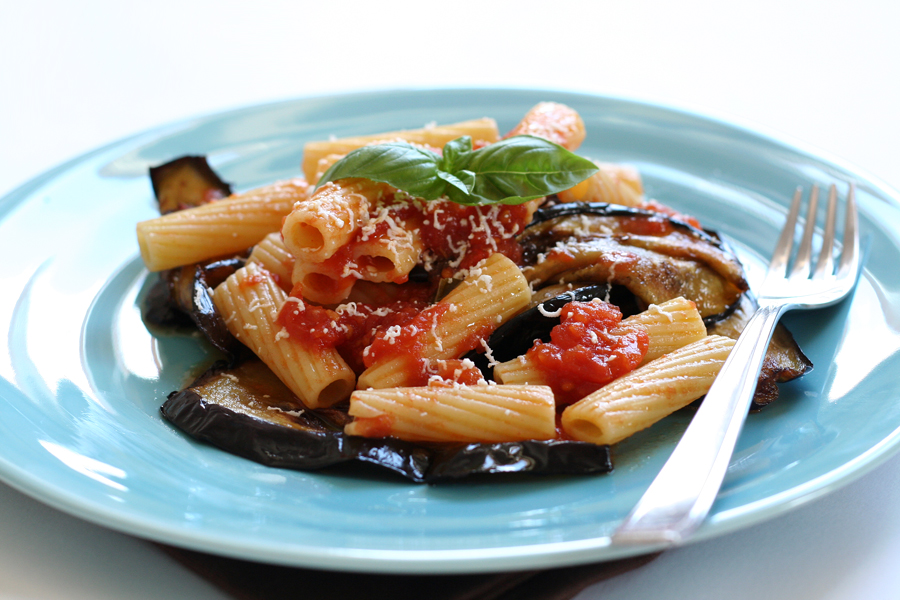
파스타 알라 노르마

파스타 알라 노르마(Pasta alla norma)는 시칠리아에서 볼 수 있는 고전적인 파스타 요리이다. 섬 동쪽 해안에 있는 카타니아에서 흔히 볼 수 있다.
토마토와 가지, 리코타 치즈, 바질을 가지고 만든다. 오페라 노르마에서 이름을 딴 것으로 추정된다.

## 같이 보기
- 시칠리아 요리
- 이탈리아 요리